# Minieri
Minieri – wieś w Rumunii, w okręgu Prahova, w gminie Filipeștii de Pădure. W 2011 roku liczyła 1383 mieszkańców.